# Tunting
Tunting est une ancienne commune française du département de la Moselle, rattachée à celle de Manderen en 1830.

## Toponymie
- Anciennes mentions : Thuntingen (1235), Tuntingen (1572), Tintingen (1594), Tinting (1681), Tettingen (XVIIIe siècle), Tenting (1741), Tenting ou Tentingen (1779), Tenting (1793), Tinting (1801), Tenting-Mensberg (XIXe siècle)[1],[2].
- En allemand : Tintingen[1], Tüntingen (1940-1944). En francique lorrain : Tënténgen et Tënténg.
- Sobriquet : Di Tënténger Dëppegiisser (les étameurs de Tunting)[3].

## Histoire
Le village de Tunting a dépendu de la sous-prévôté de Sierck, de la seigneurie de Fremersdorf (en 1681), et du bailliage de Bouzonville (1751-1790). Sur le plan spirituel, Tunting était annexe de la cure de Manderen (diocèse de Trèves et archidiaconé de Tholey).
Tunting fut classé en 1790 dans le canton de Launstroff, qui devint le canton de Sierck en 1806. Ce village était un chef-lieu communal, avec Mensberg pour annexe, jusqu'au 7 octobre 1830, date à laquelle ils furent ensemble réunis à Manderen.

## Démographie
| 1800 | 1806 | 1821 |
| ---- | ---- | ---- |
| 118  | 125  | 168  |

## Édifice religieux
Chapelle Saint-Nicolas, reconstruite sur l'emplacement d'une précédente après 1817 ; la porte d'entrée est de la 2e moitié du XXe siècle.